# Чекмазов, Вадим Григорьевич
Вади́м Григо́рьевич Чекма́зов (4 апреля 1930, Москва — 10 мая 2001, Москва) — советский дипломат. Чрезвычайный и полномочный посол СССР.

## Биография
Мать — Артеменко Клавдия Филипповна (1896—1979), родилась в городе Валуйки (Белгородская область), отец — Чекмазов Григорий Петрович (1897—1961), родился в селе Дедилово, ныне Киреевского района Тульской области.
Окончил в 1948 году среднюю школу №370 Сокольнического района города Москвы. В 1953 году окончил международно-правовой факультет МГИМО МИД СССР.  На дипломатической работе с 1953 года.
Окончил Высшую дипломатическую школу МИД СССР (1965) и Курсы усовершенствования руководящих дипломатических кадров при Дипломатической академии МИД СССР (1981).
- В 1953—1954 годах — сотрудник центрального аппарата МИД СССР.
- В 1954—1957 годах — секретарь Консульского отдела Миссии СССР в Уругвае.
- В 1957—1958 годах — сотрудник Консульского управления МИД СССР.
- В 1958—1960 годах — сотрудник Протокольного отдела МИД СССР.
- В 1960—1963 годах — заведующий Консульским отделом Посольства СССР на Кубе.
- В 1963—1965 годах — слушатель Высшей дипломатической школы МИД СССР.
- В 1965—1967 годах — сотрудник Управления кадров МИД СССР.
- В 1967—1969 годах — сотрудник Отдела Латиноамериканских стран (ОЛАС) МИД СССР.
- В 1969—1975 годах — советник, советник-посланник Посольства СССР в Аргентине.
- В 1976—1980 годах — советник-посланник Посольства СССР в Анголе.
- В 1980—1981 годах — слушатель Дипломатической академии МИД СССР.
- С апреля 1981 по сентябрь 1986 года — заместитель заведующего 2-м Латиноамериканским отделом МИД СССР.
- С 26 августа 1986 по 14 октября 1992 года — чрезвычайный и полномочный посол СССР, затем России в Эквадоре (Указ Президиума Верховного Совета СССР № 5533-XI от 26 августа 1986 года о назначении чрезвычайным и полномочным послом СССР в Республике Эквадор).

С 14 октября 1992 года — на пенсии.
Член КПСС с 1958 года.
Скончался 10 мая 2001 года в городе Москве.
Похоронен на Ваганьковском кладбище (24-й участок).

## Семья
Супруга — Чекмазова (Самсонова) Нина Сергеевна, родилась 27 марта 1931 года в городе Москве, дочь Марии Порфирьевны Некрасовой и Сергея  Николаевича Самсонова, выпускница международно-правового факультета МГИМО МИД СССР, Кандидат экономических наук (ИМЭМО). Бракосочетание состоялось во Фрунзенском райбюро ЗАГС города Москвы 3 ноябр] 1953 года. Скончалась 13 июня 2015 года в городе Москве, похоронена также на Ваганьковском кладбище. 
Старший сын — Чекмазов Вадим Вадимович, родился в Монтевидео (Уругвай) 3 ноября 1955 года. Дипломат, выпускник (1984 год) МГИМО МИД СССР, чрезвычайный и полномочный посланник 2 класса, в отставке с декабря 2020 года.

## Дипломатический ранг
Чрезвычайный и полномочный посол (1 ноября 1990).

## Награды
- Медаль "За оборону Москвы" (Указ Президиума ВС СССР от 30 ноября 1946 года о награждении...)[4]э
- Орден Трудового Красного Знамени (Указ Президиума Верховного Совета СССР № 1838-X от 3 апреля 1980 года о награждении…)э
- Командор Большого Креста ордена Заслуг Республики Эквадорэ
- Почетная грамота Президиума Верховного Совета РСФСР (Указ Президиума Верховного Совета РСФСР № 14069-XI от 6 апреля 1990 г. О награждении Чекмазова В.Г. Почетной Грамотой Президиума Верховного Совета РСФСР)э

## Учёная степень
1968 год — кандидат исторических наук (Институт Латинской Америки АН СССР)

## Владение иностранными языками
Испанский, португальский и английский языки.